# Josip Skoblar
Josip Skoblar (Privlaka, 12. ožujka 1941.) je hrvatski nogometaš i trener, bivši jugoslavenski reprezentativac.
Igrao je na položaju napadača.

## Igračka karijera
Karijeru je započeo u NK Zadru 1958. godine.
Već 1959. godine seli u Beograd, u nogometni klub OFK Beograd, gdje je ostao igrati do 1966. godine.
Za vrijeme igranja u OFK Beogradu je postao jugoslavenskim reprezentativcem i sudjelovao je na svjetskom prvenstvu u Čileu 1962. godine, gdje je reprezentacija SFR Jugoslavije u četvrtzavršnici pobijedila SR Njemačku i izgubila u poluzavršnici protiv Čehoslovačke, te izgubivši u utakmici za treće mjesto od domaćina Čilea.
1966. je otišao igrati u inozemstvo u francuski klub Olympique de Marseille, koji je tada bio u vrhu francuskog nogometa. 
Nakon samo jedne godine otišao je igrati u Bundesligu, u Hannover 96, gdje je igrao sve do 1970. godine, i u 57 ligaških utakmica je postigao 31 zgoditak. 
Nakon tri godine igranja u SR Njemačkoj, vratio se u Marseille, gdje je i 1975. godine okončao svoju inozemnu igračku karijeru. U svojoj prvoj povratničkoj godini postigao je 44 pogotka, što je do dan-danas (2021. godine) rekord francuske lige. Te je sezone bio najbolji strijelac u Europi. Sljedeće sezone bio je drugi strijelac Europe s 42 postignuta pogotka. 44 postignuta pogotka je rekord francuske prve lige koji do danas nitko nije srušio.

## Trenerska karijera
Kao nogometni trener je bio kratko radio 1978. u Olympiqueu iz Marseillea i 1987. godine u HSV-u.
Trenerskih uspjeha je imao kao trener Hajduka iz Splita, osvojivši Kup maršala Tita (Jugokup) u sezoni 1986./87,te u sezoni 1990./1991.
Bio je izbornik libanonske reprezentacije.
Bio je športski direktor Olimpiquea iz Marseillea i NK Zadarcommercea. Od kraja 2000. tehnički savjetnik Olimpiquea iz Marrseillea.

## Nagrade
- Zlatna kopačka 1971. za najboljeg strijelca u Europi (44 pogotka)[1]
- član Kuće slavnih Olimpiquea iz Marseillea[1]
- 2012. nagrada Francuske profesionalne nogometne lige (LFP), koju daje igračima koji su svojim rekordima obilježili francuski nogomet ( 138 pogodaka u 159 utakmica za Marseille (66. – 67. i 69. – 75.)[2]
- 2016. dobio je naslov Viteza nacionalnog reda[3](Chevalier de l’Ordre National du Merite)[4]